# Gonnosfanadiga
Gonnosfanadiga är en ort och kommun i provinsen Sydsardinien i regionen Sardinien i sydvästra Italien. Kommunen hade 6 530 invånare (2017).